# Чолома
Чолома е град в департамент Кортес, Хондурас. Населението на града през 2010 година е 222 828 души, което го прави 3-ти по население в страната. Площта на града е 471,1 кв. км. Намира се в часови пояс UTC-6. Кмет е Поло Кривели. Траспорт до съседните общини се осъществява от частни автобусни превозвачи. В градът има много промишлени предприятия собственост на международни компании. Получава статут на град през 1894 г.